# زمن القتل
رواية زمن القتل جون غريشام، ذائعة الصيت لقصتها المؤثرة حيث غريشام يكتب عن الحاضر الذي أضحى فيه المواطن ذو الاصول الأفريقية مواطنا شريكا وندا للمواطن الأبيض،  والتي تجري احداثها في منتصف الثمانينيات من القرن العشرين في كلانتون في ولاية المسيسبي. مما جعل الرواية تتحول إلى فيلم 

## اصل القصة
يختطف الشابان الأبيضان، بيت ويلارد وبيلي كوب، فتاة زنجية اسمها تونيا وعمرها عشر سنوات، ويعتديان عليها بوحشية ثم يتركانها في الرمق الأخير في وهد صغير، ويقصدان الخمارة على جانب الطريق. تباهيان بما فعلا بينما يجري نقل الفتاة إلى المستشفى. تموت الفتاة وهي تشير بيدها إلى الشابين المخمورين اللذين أوقفهما الشريف الزنجي أوزي وولز 

## روابط خارجية
- زمن القتل على موقع الموسوعة البريطانية (الإنجليزية)